# NGC 1300
NGC 1300 es una galaxia espiral barrada a unos 61 millones de años luz de distancia en la constelación de Erídano. La galaxia tiene unos 110.000 años luz de diámetro,  y es sólo un poco más grande que nuestra propia galaxia, la Vía Láctea. Podría formar parte del Cúmulo de Erídano. Fue descubierta por John Frederick William Herschel en 1835.

## Imagen
La resolución de la imagen, una gran cantidad de detalles finos, algunos de los cuales nunca antes se habían visto, se ve a lo largo de los brazos de la galaxia, un disco, abultamiento y núcleo. Estrellas supergigantes azules y rojas, cúmulos estelares, y las regiones de formación estelar están bien resueltos a través de los brazos espirales y franjas de polvo trazan las estructuras finas en el disco y la barra. Muchas galaxias más distantes son visibles en el fondo, y se ven incluso a través de las regiones más densas de NGC 1300.
En el núcleo de la gran estructura espiral de la galaxia NGC 1300, el núcleo muestra un "gran diseño", una estructura espiral que tiene alrededor de unos 3.300 años-luz de largo. Sólo las galaxias con barras de gran escala parecen tener estos discos internos de "gran diseño" - una espiral dentro de una espiral. Los modelos sugieren que el gas en una barra puede ser canalizado hacia el interior, y luego en espiral hacia el centro a través del disco del gran diseño, donde potencialmente puede alimentar un Agujero negro supermasivo central (SMBH). NGC 1300 no se sabe si tiene un núcleo activo, lo que indicaría que el agujero negro no estaría realizando acrección de materia. El SMBH tiene una masa de {\displaystyle 7.3{{}_{-3.5}^{+6.9}}\times 10^{7}M_{\odot }}.